# كوكب ما قبل التاريخ
كوكب ما قبل التاريخ (بالإنجليزية: Prehistoric Planet) هي سلسلة وثائقية من خمس أجزاء من إنتاج وحدة التاريخ الطبيعي في هيئة الإذاعة البريطانية تتناول حياة الديناصورات بثت على منصة أبل تي في + في 23 مايو عام 2022.

## روابط خارجية
- كوكب ما قبل التاريخ على موقع IMDb (الإنجليزية)
- كوكب ما قبل التاريخ على موقع ميتاكريتيك (الإنجليزية)
- كوكب ما قبل التاريخ على موقع روتن توميتوز (الإنجليزية)
- كوكب ما قبل التاريخ على موقع ليتربوكسد (الإنجليزية)
- كوكب ما قبل التاريخ على موقع كينوبويسك (الروسية)
- كوكب ما قبل التاريخ على موقع قاعدة بيانات الفيلم (الإنجليزية)